# Sumiczek szklisty
Sumiczek szklisty, sumek szklisty, sumik szklisty (Kryptopterus bicirrhis) – gatunek małej ryby sumokształtnej z rodziny sumowatych (Siluridae). Sprowadzony do Europy w 1934 jako ryba akwariowa. Nazwa gatunkowa nawiązuje do przezroczystego ciała, przez które widoczny jest kręgosłup, żebra i pęcherz pławny tej ryby.

## Występowanie
Wody Półwyspu Indyjskiego i Indochińskiego, Cejlonu oraz Wielkich Wysp Sundajskich: Jawa, Sumatra i Borneo.

## Opis
Dorasta do 15 cm. Przezroczysty wygląd stanowi ochronę przed drapieżnikami. Ma długą płetwę odbytową, parę długich, cienkich wąsików na górnej wardze, płetwę grzbietową zredukowaną do jednego promienia. Pływa w pozycji ukośnej z głową skierowaną w stronę powierzchni wody.

## Wymagania
Obszerne akwarium z wolną przestrzenią do pływania, ale jednocześnie wystarczająco zarośnięte i udekorowane korzeniami torfowymi tworzącymi liczne kryjówki i chroniącymi ryby przed zbyt ostrym światłem. Optymalna temperatura wody wynosi 22–25 °C.
Najodpowiedniejszym pokarmem dla tego gatunku jest zooplankton i larwy drobnych owadów wodnych pływające w środkowych warstwach wody. Sumki zbierają pokarm z dna z dużym trudem, kładąc się na boku.

## Rozmnażanie
W naturalnym środowisku w porze deszczowej dojrzałe osobniki wędrują do okolicznych zalewów dżungli i tam odbywają tarło. Kiedy tylko woda zaczyna opadać, wracają do swoich stałych zbiorników.